# Pierre de Polverel
Pour les articles homonymes, voir Polverel.
Pierre de Polverel (né vers 1565 et mort à Rome le 25 août 1603) est un ecclésiastique qui fut évêque d'Alet en 1603.

## Biographie
Pierre de Polverel est le fils cadet de Guillaume Polverel et d'Antoinette de Lestang, fille d'Étienne de Guilhon de Lestang et sœur de Christophe de Lestang. Son frère Étienne et lui sont élevés sous le patronage de leur oncle maternel évêque de Lodève et d'Alet puis de Carcassonne et par ce biais, ils entrent dans la clientèle de la maison de Joyeuse.
La tentative d'installer Pierre comme évêque d'Aire en 1596 échoue car le roi Henri IV de France a donné la jouissance de ce bénéfice ecclésiastique à Jean-Louis de Nogaret de La Valette. Lors du marchandage lié à la répartition des diocèses du Languedoc entre la maison de Montmorency d'une part et la Maison de Joyeuse et ses alliés de Lestang d'autre part, Pierre est nommé évêque d'Alet en février 1603 mais il meurt à l'âge de 38 ans le 20 août à Rome où il avait obtenu ses provisions avant d'être consacré. Il est inhumé dans l'église Sainte-Marie-du Mont.